# Mazda Familia
Mazda Familia (Mazda 323, Mazda Protege, Mazda Astina и другие наименования) — автомобиль, на протяжении долгого периода времени бывшим главным представителем концерна Mazda Motor. Также выпускалась под маркой Ford, например модель Laser.
В экспорте, более ранние модели были проданы с именами: 800, 1000, 1200 и 1300. В Северной Америке 1200 был заменен на GLC, более новые модели переименовались в 323 и Protegé. Выбор двигателей, устанавливаемых на Familia, начинается от 1.3-литровых и заканчивается 2-литровыми, дизельными. Также существовали модификации с турбо двигателем, выпускаемые в 1980-х годах (Mazda Familia GTX).
Две основные модификации этих годов условно можно разделить на до рестайлинговую и после рестайлинговую версию кузова. Рестайлинг кузова произошёл в 2000 году. Изменения коснулись бампера машины, передней и задней оптики, внутренняя отделка также изменилась.
В 2003 году автомобиль был сменен на конвейере моделью Mazda3, получившей для японского рынка (JDM) наименование Mazda Axela. Наименование Familia было сохранено за выпускаемой под маркой Mazda копией автомобиля Nissan Wingroad. Ранее такая же практика применялась для коммерческого автомобиля Familia Van (он же Nissan AD).

## Первое поколение
Прототип первого поколения был представлен в 1961 году. Производство «Фамилии» первого поколения началось в октябре 1963 года. Сначала был доступен только двухдверный универсал (называется Familia Wagon), но в апреле 1964 года стал доступен кузов четырёхдверный универсал, в октябре 1964 года четырёхдверный седан, в ноябре 1964 года двухдверный седан, а в ноябре 1965 купе.

## Второе поколение
Новая Familia появилась в 1967 году. На некоторых рынках продавался как Mazda 1000 или 1200. Универсал доступен в трёх и пятидверной версиях, но на некоторых рынках была доступна только пятидверная версия.
В 1968 году Mazda дополнила семейство «Фамилии» модификацией Rotary. Модификация была в кузовах купе, седан (2 двери) и седан (4 двери). В сентябре 1973 года Mazda обновила «Фамилию». Изменения: Размеры кузова и конструкция.

## Третье поколение
Третье поколение было представлено в январе 1977 года. С этим поколением появился кузов хетчбэк (3 и 5 дверей). В таком-же исполнении был универсал. В июне 1979 года Familia прошла модернизацию. Автомобиль продавался до 1980 года, но универсал продавался до 1986 года.

## Четвёртое поколение
Familia четвёртого поколения была показана 2 июня 1980 года. Это поколение было разработано с участием компании Ford Motor Company. У этого автомобиля есть близнец под именем Ford Laser. Автомобиль доступен в кузовах седан и хетчбэк. В Европу поставлялась под моделью 323, в Соединённые Штаты под моделью GLC, основные отличия от Familia кроме естественно расположения руля - зеркала переехали на двери, штампованные диски, двухцветный окрас кузова. 

## Шестое поколение

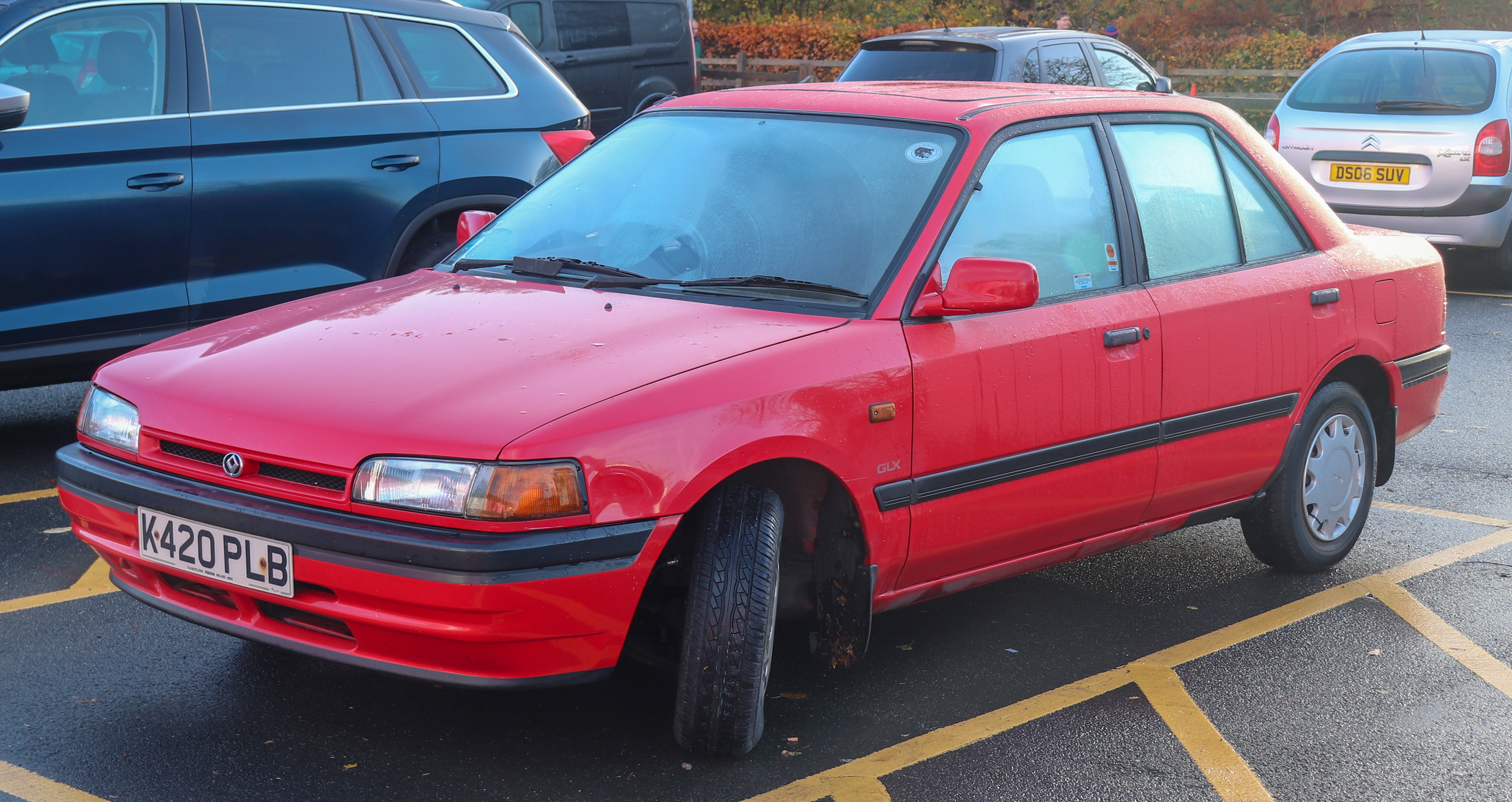
Седан Mazda Familia BG после обновления

## Седьмое поколение

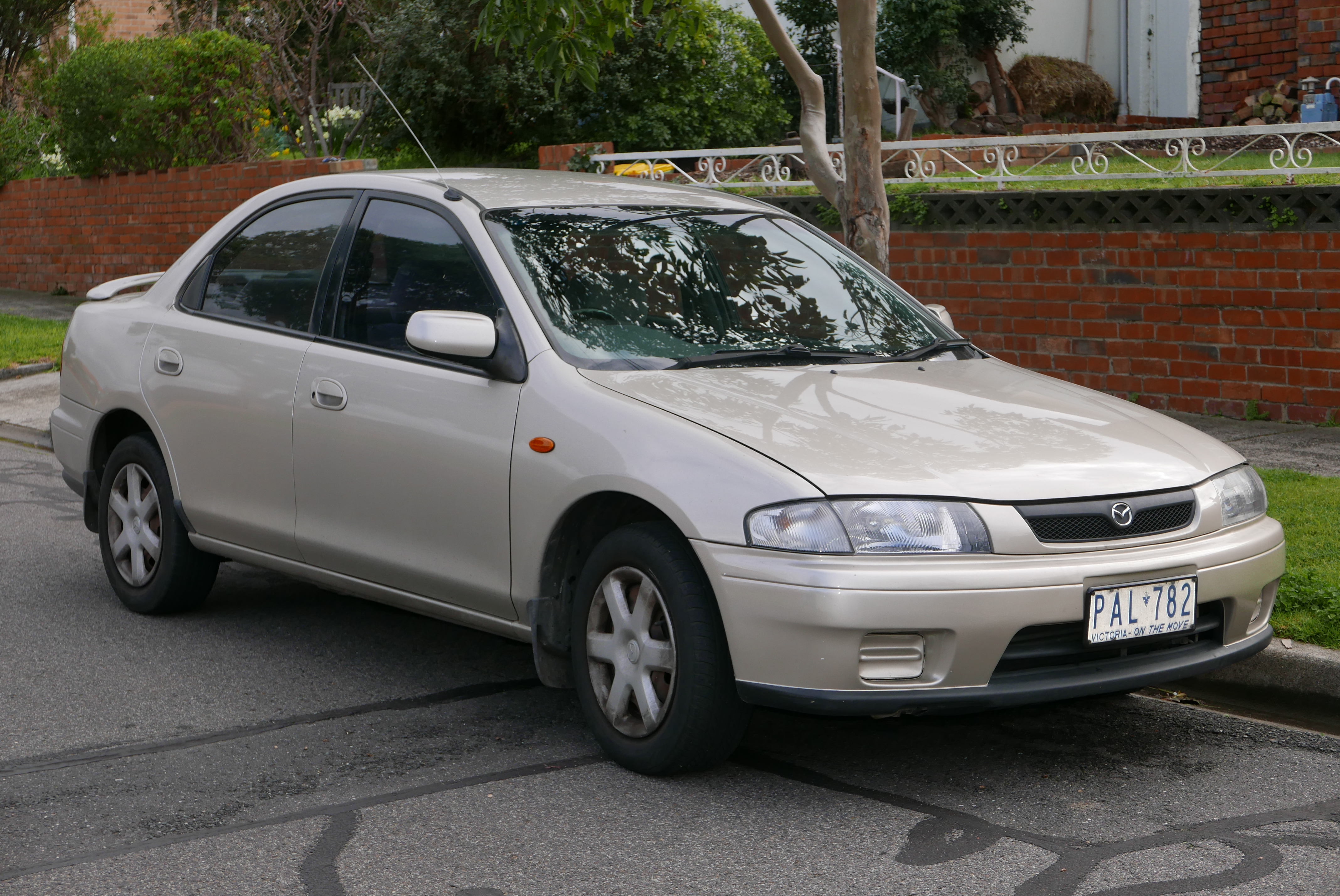
Седан Mazda Familia BH с нынешним логотипом Mazda

Модель BH была выпущена для внутреннего рынка Японии в 1994 году с передним приводом. Производство этого поколения началось 8 августа 1994 года и прекратилось 18 июня 1998 года. Версия седана продавалась как Protegé в Северной Америке, как Mazda Artis на некоторых рынках Южной Америки и как Mazda Étude в Южной Африке. Первоначально был доступен спортивный трёхдверный хетчбэк в стиле купе (323C / Familia Neo). Вследствие низких продаж его сменила более традиционная версия хетчбэка на базе обновлённого седана Familia.

## Восьмое поколение

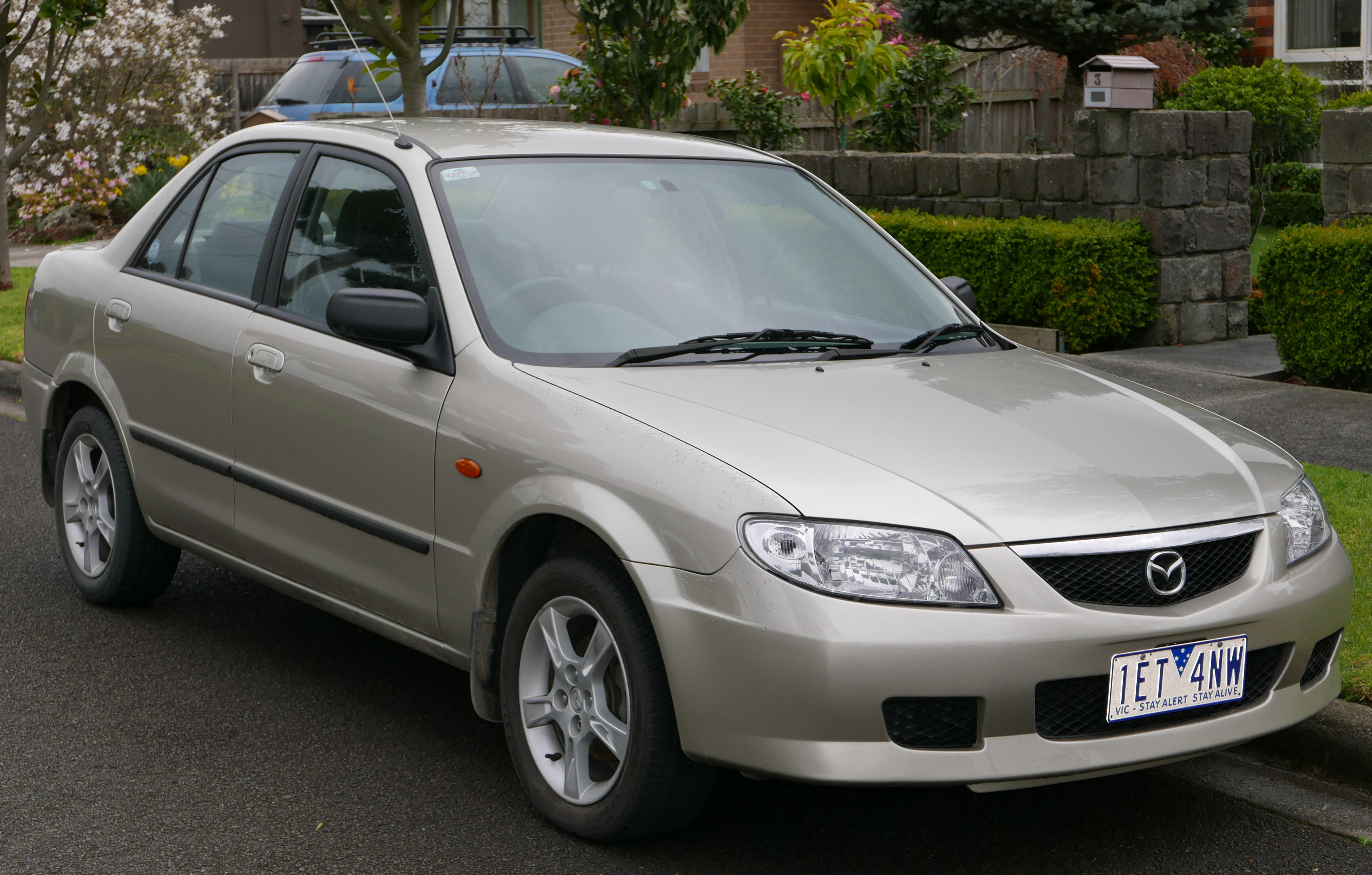
Седан Mazda Familia BJ поздних годов выпуска